# Jean de Montmagny
Jean de Montmagny,  est un prélat français du XVe siècle, archevêque d'Embrun.

## Biographie
Jean de Montmagny est  archevêque d'Embrun de 1444 à 1470 et ambassadeur du dauphin.
La Grande Encyclopédie mentionne deux archevêques qui ont siégé entre 1457 et 1494, Jean III de Montmagny, puis Jean IV Baile. Le Trésor de Chronologie ne fait pas mention dans sa liste de Jean de Montmagny, mais seulement de Jean Bayle dont l'épiscopat, selon cette source, a duré pendant toute cette période.